# Série de Dyson
Na teoria da dispersão, a série de Dyson, formulada pelo físico britânico naturalizado americano Freeman Dyson, é uma série representada pelo diagrama de Feynman.
Esta série é utilizada na eletrodinâmica quântica.